# Chbany
Chbany är en ort i Tjeckien.   Den ligger i regionen Ústí nad Labem, i den nordvästra delen av landet, 80 km väster om huvudstaden Prag. Chbany ligger 287 meter över havet och antalet invånare är 613.
Terrängen runt Chbany är platt.Runt Chbany är det ganska tätbefolkat, med 93 invånare per kvadratkilometer. Närmaste större samhälle är Žatec, 8,2 km öster om Chbany. Trakten runt Chbany består till största delen av jordbruksmark.